# Charlie Lake Provincial Park
Der Charlie Lake Provincial Park ist ein 176 ha großer Provinzpark im kanadischen British Columbia. Der Park liegt am Westufer des Charlie Lake 15 Kilometer nordwestlich von Fort St. John im Peace River Regional District. Der Park liegt am British Columbia Highway 97, dem Alaska Highway, sowie am British Columbia Highway 29.
Dem Park gegenüber, auf dem Ostufer des Sees, liegt der Beatton Provincial Park.

## Anlage
Bei dem Park handelt es sich um ein Schutzgebiet der Kategorie II (Nationalpark).

## Geschichte
Wie bei fast allen Provinzparks in British Columbia gilt auch für diesen, dass er lange bevor die Gegend von europäischen Einwanderern besiedelt oder sie Teil eines Parks wurde dieses Jagd- und Fischereigebiet verschiedener Völker der First Nations war. Archäologische Nachweise für eine Nutzung wurden im Park bisher nicht gefunden. Allerdings liegt etwa neun Kilometer südöstlich die Charlie Lake Cave, welche eine entsprechende indigene Nutzung der Gegend seit bis zu 11.000 Jahren belegt.
Der Park wurde am 20. Mai 1964 gegründet und sein Status wurde zuletzt am 1. November 2005 gesetzlich bestätigt, als das Schutzgebiet erweitert wurde und der Park seine heutige Größe erreichte.

## Flora und Fauna
Innerhalb des Ökosystems von British Columbia, welches mit dem Biogeoclimatic Ecological Classification (BEC) Zoning System in verschiedene biogeoklimatischen Zonen eingeteilt wird, wird der Park der Boreal White and Black Spruce Zone zugeordnet. Biogeoklimatische Zonen zeichnen sich durch ein grundsätzlich identisches Klima sowie gleiche oder sehr ähnliche biologische und geologische Voraussetzungen aus. Daraus resultiert in den jeweiligen Zonen dann auch ein sehr ähnlicher Bestand an Pflanzen und Tieren.

## Aktivitäten
Der Park verfügt über keine ausgeprägte touristische Infrastruktur. Der Park verfügt jedoch, neben einem Picknickbereich, über 57 Stellplätze für Wohnmobile und Zelte sowie über einfache Sanitäranlagen.